# NGC 2175
NGC 2175 (również OCL 476 lub LBN 854) – gromada otwarta znajdująca się w gwiazdozbiorze Oriona na obszarze mgławicy emisyjnej NGC 2174. Odkrył ją Christian Bruhns w 1857 roku, być może wcześniej obserwował ją Giovanni Batista Hodierna przed 1654 rokiem. Jest położona w odległości ok. 5,3 tys. lat świetlnych od Słońca.